# Хайдин, Георгий Григорьевич
Георгий Григорьевич Ха́йдин (1910 — 1954) — новатор производства, бурильщик Лениногорского рудника «Алтайполиметалл». Одним из первых на Алтае внедрил метод многоперфораторного бурения. Зачинатель движения тысячников в Казахстане. 

## Биография
Родился в 1910 году. Член КПСС с 1941 года.
С первых дней Великой Отечественной войны стал выполнять норму на 700-800 %. В четвёртом квартале 1941 года выполнил 5.5 годовых норм, в январе 1942 года — 3 годовые нормы. В сводке «Совинформбюро» от 30 января 1942 года сообщалось о выполнении Георгием Григорьевичем сменного задания на 3 632 процента. Совершенствуя свой метод Георгий Григорьевич добился показателя в 92% чистого бурения от общего времени смены (до этого 36%).

Главный принцип моей работы заключается в тщательной подготовке рабочего места, ведь очень важно выяснить свойства породы, создать необходимые условия, которые позволили бы не отрываться по мелочам на протяжении всей смены.— Г. Хайдин
Получив должность инструктора новых методов труда Георгий Григорьевич за 1.5 года обучил мастерству многоперфораторного и многозабойного бурения 1000 молодых бурильщиков. Выступил инициатором соревнования за звание лучшего бурильщика Казахстана.
Умер в 1954 году.

## Награды и звания
- Орден Ленина (Указ ПВС СССР от 25 июля 1942 года)